# Campeonato Japonês de Patinação Artística no Gelo de 2015–16
O Campeonato Japonês de Patinação Artística no Gelo de 2015–16 foi a octogésima quarta edição do Campeonato Japonês de Patinação Artística no Gelo, um evento anual de patinação artística no gelo onde os patinadores artísticos competem pelo título de campeão japonês.  A competição sênior foi disputada entre os dias 24 de dezembro e 27 de dezembro de 2015, na cidade de Sapporo, Hokkaido, e a competição júnior foi disputada entre os dias 21 de novembro e 23 de novembro de 2015, na cidade de Hitachinaka, Ibaraki.

## Eventos
- Individual masculino
- Individual feminino
- Duplas
- Dança no gelo

## Medalhistas
| Evento                        | Ouro                               | Prata                                | Bronze                        |
| Sênior                        |                                    |                                      |                               |
| Individual masculino detalhes | Yuzuru Hanyu                       | Shoma Uno                            | Takahito Mura                 |
| Individual feminino detalhes  | Satoko Miyahara                    | Wakaba Higuchi                       | Mao Asada                     |
| Duplas detalhes               | Sumire Suto Francis Boudreau-Audet | Marin Ono Wesley Killing             | Miu Suzaki Ryuichi Kihara     |
| Dança no gelo detalhes        | Kana Muramoto Chris Reed           | Emi Hirai Marien dela Asuncion       | Ibuki Mori Kentaro Suzuki     |
| Júnior                        |                                    |                                      |                               |
| Individual masculino detalhes | Sota Yamamoto                      | Kazuki Tomono                        | Daichi Miyata                 |
| Individual feminino detalhes  | Wakaba Higuchi                     | Yuna Shiraiwa                        | Yuhana Yokoi                  |
| Duplas detalhes               | Riku Miura Shoya Ichihashi         | Yoshino Sekiguchi Shunsuke Sekiguchi | nenhum outro competidor       |
| Dança no gelo detalhes        | Rikako Fukase Aru Tateno           | Kumiko Maeda Junya Watanabe          | Himesato Hirayama Kenta Azuma |

## Resultados

### Sênior

#### Individual masculino
| Pos.                                                  | Nome               | Pontos | PC         | PL          |
| ----------------------------------------------------- | ------------------ | ------ | ---------- | ----------- |
| Medalha de ouro                                       | Yuzuru Hanyu       | 286.36 | 102.63 (1) | 183.73 (1)  |
| Medalha de prata                                      | Shoma Uno          | 267.15 | 97.94 (2)  | 169.21 (3)  |
| Medalha de bronze                                     | Takahito Mura      | 263.46 | 93.26 (3)  | 170.20 (2)  |
| 4                                                     | Keiji Tanaka       | 242.05 | 74.19 (6)  | 167.86 (4)  |
| 5                                                     | Takahiko Kozuka    | 228.82 | 78.19 (5)  | 150.63 (6)  |
| 6                                                     | Sota Yamamoto      | 215.15 | 62.92 (11) | 152.23 (5)  |
| 7                                                     | Daisuke Murakami   | 214.56 | 83.49 (4)  | 131.07 (8)  |
| 8                                                     | Ryuju Hino         | 213.17 | 74.03 (7)  | 139.14 (7)  |
| 9                                                     | Shu Nakamura       | 194.84 | 69.47 (8)  | 125.37 (11) |
| 10                                                    | Daichi Miyata      | 193.17 | 66.61 (10) | 126.56 (10) |
| 11                                                    | Koshiro Shimada    | 188.76 | 58.41 (17) | 130.35 (9)  |
| 12                                                    | Sei Kawahara       | 188.39 | 66.72 (9)  | 121.67 (13) |
| 13                                                    | Jun Suzuki         | 185.18 | 61.82 (14) | 123.36 (12) |
| 14                                                    | Mitsuki Sumoto     | 176.32 | 58.11 (18) | 118.21 (14) |
| 15                                                    | Daisuke Isozaki    | 175.02 | 57.15 (19) | 117.87 (15) |
| 16                                                    | Kazuki Tomono      | 173.72 | 62.51 (12) | 111.21 (17) |
| 17                                                    | Eiki Hattori       | 173.26 | 61.94 (13) | 111.32 (16) |
| 18                                                    | Hiroaki Sato       | 167.92 | 60.03 (16) | 107.89 (20) |
| 19                                                    | Kohei Yoshino      | 163.88 | 55.97 (20) | 107.91 (19) |
| 20                                                    | Koshin Yamada      | 161.09 | 53.02 (23) | 108.07 (18) |
| 21                                                    | Naoki Oda          | 158.95 | 61.21 (15) | 97.74 (22)  |
| 22                                                    | Kosuke Nozoe       | 156.44 | 54.89 (21) | 101.55 (21) |
| 23                                                    | Masato Kimura      | 150.55 | 53.19 (22) | 97.36 (23)  |
| 24                                                    | Ryuta Katada       | 140.34 | 51.54 (24) | 88.80 (24)  |
| Não avançaram para a patinação livre / programa longo |                    |        |            |             |
| 25                                                    | Kento Kajita       | —      | 51.42 (25) |             |
| 26                                                    | Keiichiro Sasahara | —      | 51.28 (26) |             |
| 27                                                    | Ryo Sagami         | —      | 50.85 (27) |             |
| 28                                                    | Ryoichi Yuasa      | —      | 50.69 (28) |             |
| 29                                                    | Kosuke Nakano      | —      | 50.36 (29) |             |
| 30                                                    | Kosuke Watabe      | —      | 49.56 (30) |             |

#### Individual feminino
| Pos.                                                  | Nome            | Pontos | PC         | PL          |
| ----------------------------------------------------- | --------------- | ------ | ---------- | ----------- |
| Medalha de ouro                                       | Satoko Miyahara | 212.83 | 73.24 (1)  | 139.59 (1)  |
| Medalha de prata                                      | Wakaba Higuchi  | 195.35 | 67.48 (3)  | 127.87 (3)  |
| Medalha de bronze                                     | Mao Asada       | 193.75 | 62.03 (5)  | 131.72 (2)  |
| 4                                                     | Rika Hongo      | 193.28 | 67.48 (2)  | 124.89 (4)  |
| 5                                                     | Yuna Shiraiwa   | 186.33 | 61.92 (6)  | 124.41 (5)  |
| 6                                                     | Kanako Murakami | 181.58 | 66.02 (4)  | 115.56 (8)  |
| 7                                                     | Yuka Nagai      | 178.86 | 60.42 (7)  | 118.44 (6)  |
| 8                                                     | Rin Nitaya      | 178.48 | 60.10 (8)  | 118.38 (7)  |
| 9                                                     | Marin Honda     | 171.62 | 58.23 (11) | 113.39 (9)  |
| 10                                                    | Mariko Kihara   | 170.69 | 58.10 (12) | 112.59 (11) |
| 11                                                    | Yuhana Yokoi    | 169.40 | 56.30 (13) | 113.10 (10) |
| 12                                                    | Yura Matsuda    | 165.84 | 58.76 (10) | 107.08 (13) |
| 13                                                    | Kaori Sakamoto  | 165.50 | 53.90 (17) | 111.60 (12) |
| 14                                                    | Hinano Isobe    | 161.24 | 55.69 (14) | 105.55 (15) |
| 15                                                    | Haruka Imai     | 161.23 | 55.20 (15) | 106.03 (14) |
| 16                                                    | Yuna Aoki       | 155.84 | 58.96 (9)  | 96.88 (18)  |
| 17                                                    | Miyabi Oba      | 153.41 | 49.52 (22) | 103.89 (16) |
| 18                                                    | Yuki Nishino    | 151.32 | 49.81 (21) | 101.51 (17) |
| 19                                                    | Saya Ueno       | 147.06 | 55.05 (16) | 92.01 (19)  |
| 20                                                    | Riona Kato      | 141.12 | 52.35 (19) | 88.77 (20)  |
| 21                                                    | Haruna Suzuki   | 137.28 | 51.49 (20) | 85.79 (21)  |
| 22                                                    | Chinatsu Mori   | 137.28 | 45.84 (24) | 85.14 (22)  |
| 23                                                    | Uruha Takahashi | 130.75 | 52.41 (18) | 78.34 (24)  |
| 24                                                    | Kaho Komaki     | 127.79 | 47.38 (23) | 80.41 (23)  |
| Não avançaram para a patinação livre / programa longo |                 |        |            |             |
| 25                                                    | Ayana Yasuhara  | —      | 42.96 (25) |             |
| 26                                                    | Rika Oya        | —      | 42.78 (26) |             |
| 27                                                    | Ayaka Hosoda    | —      | 41.44 (27) |             |
| 28                                                    | Mina Taniguchi  | —      | 37.08 (28) |             |
| 29                                                    | Ami Dobashi     | —      | 35.82 (29) |             |
| WD                                                    | Miyu Nakashio   | —      | — (WD)     |             |
| WD                                                    | Uruha Takahashi | —      | — (WD)     |             |

#### Duplas
| Pos.              | Nome                                 | Pontos | PC        | PL        |
| ----------------- | ------------------------------------ | ------ | --------- | --------- |
| Medalha de ouro   | Sumire Suto / Francis Boudreau Audet | 149.55 | 53.31 (1) | 96.24 (1) |
| Medalha de prata  | Marin Ono / Wesley Killing           | 133.22 | 45.94 (2) | 87.28 (2) |
| Medalha de bronze | Miu Suzaki / Ryuichi Kihara          | 126.12 | 43.64 (3) | 82.48 (3) |

#### Dança no gelo
| Pos.              | Nome                              | Pontos | PC        | PL        |
| ----------------- | --------------------------------- | ------ | --------- | --------- |
| Medalha de ouro   | Kana Muramoto / Chris Reed        | 147.08 | 58.36 (1) | 88.72 (1) |
| Medalha de prata  | Emi Hirai / Marien De La Asuncion | 141.63 | 54.24 (2) | 87.39 (2) |
| Medalha de bronze | Ibuki Mori / Kentaro Suzuki       | 110.56 | 43.66 (3) | 66.90 (3) |
| 4                 | Haruno Yajima / Kokoro Mizutani   | 75.82  | 29.79 (4) | 46.03 (4) |

### Júnior

#### Individual masculino
| Pos.                                                  | Nome               | Pontos | PC         | PL          |
| ----------------------------------------------------- | ------------------ | ------ | ---------- | ----------- |
| Medalha de ouro                                       | Sota Yamamoto      | 213.40 | 70.42 (1)  | 142.98 (1)  |
| Medalha de prata                                      | Kazuki Tomono      | 183.19 | 63.53 (3)  | 119.66 (3)  |
| Medalha de bronze                                     | Daichi Miyata      | 178.38 | 60.94 (4)  | 117.44 (4)  |
| 4                                                     | Koshiro Shimada    | 177.43 | 55.04 (8)  | 122.39 (2)  |
| 5                                                     | Shu Nakamura       | 172.83 | 63.78 (2)  | 109.05 (8)  |
| 6                                                     | Mitsuki Sumoto     | 169.87 | 58.82 (6)  | 111.05 (6)  |
| 7                                                     | Taichiro Yamakuma  | 167.99 | 50.68 (12) | 117.31 (5)  |
| 8                                                     | Hidetsuku Kamata   | 163.87 | 58.89 (5)  | 104.98 (9)  |
| 9                                                     | Sena Miyake        | 162.05 | 52.93 (9)  | 109.12 (7)  |
| 10                                                    | Taichi Honda       | 154.67 | 55.98 (7)  | 98.69 (11)  |
| 11                                                    | Yuto Kishina       | 151.55 | 47.98 (16) | 103.57 (10) |
| 12                                                    | Kotaro Tekeuchi    | 149.51 | 51.61 (10) | 97.90 (13)  |
| 13                                                    | Kazuki Kushida     | 146.38 | 48.43 (15) | 97.95 (12)  |
| 14                                                    | Tatsuya Tsuboi     | 145.58 | 48.89 (14) | 96.69 (14)  |
| 15                                                    | Shun Sato          | 143.46 | 50.11 (13) | 93.35 (15)  |
| 16                                                    | Tsunehito Karakawa | 141.61 | 51.02 (11) | 90.59 (16)  |
| 17                                                    | Mahu Nishiyama     | 132.43 | 46.88 (18) | 85.55 (20)  |
| 18                                                    | Kento Kobayashi    | 132.33 | 45.86 (19) | 86.47 (18)  |
| 19                                                    | Kyoren Yakamoto    | 130.73 | 44.17 (23) | 86.56 (17)  |
| 20                                                    | Sasaki Haruya      | 129.07 | 42.98 (24) | 86.09 (19)  |
| 21                                                    | Satoshi Yamafuji   | 129.00 | 45.22 (21) | 83.78 (21)  |
| 22                                                    | Rei Takeshi        | 120.19 | 45.57 (20) | 74.62 (23)  |
| 23                                                    | Shion Kamada       | 119.90 | 44.36 (22) | 75.54 (22)  |
| 24                                                    | Shokana Ichihashi  | 46.98  | 46.98 (17) | — (WD)      |
| Não avançaram para a patinação livre / programa longo |                    |        |            |             |
| 25                                                    | Hori Yoshito       | —      | 42.60 (25) |             |
| 26                                                    | Kazuki Hasegawa    | —      | 39.68 (26) |             |
| 27                                                    | Ryu Migaku         | —      | 39.47 (27) |             |
| 28                                                    | Ryoshin Kobayashi  | —      | 36.35 (28) |             |
| 29                                                    | Kotaro Hayakawa    | —      | 32.54 (29) |             |

#### Individual feminino
| Pos.                                                  | Nome                | Pontos | PC         | PL         |
| ----------------------------------------------------- | ------------------- | ------ | ---------- | ---------- |
| Medalha de ouro                                       | Wakaba Higuchi      | 189.23 | 66.83 (1)  | 122.40 (1) |
| Medalha de prata                                      | Yuna Shiraiwa       | 184.16 | 62.77 (2)  | 121.39 (2) |
| Medalha de bronze                                     | Yuhana Yokoi        | 177.40 | 60.16 (4)  | 117.24 (3) |
| 4                                                     | Rin Nitaya          | 175.97 | 61.03 (3)  | 114.94 (4) |
| 5                                                     | Kaori Sakamoto      | 170.72 | 58.96 (5)  | 111.76 (6) |
| 6                                                     | Marin Honda         | 168.88 | 54.65 (7)  | 114.23 (5) |
| 7                                                     | Yuna Aoki           | 162.47 | 52.96 (10) | 109.51 (8) |
| 8                                                     | Mai Mihara          | 160.12 | 49.08 (15) | 111.04 (7) |
| 9                                                     | Mako Yamashita      | 159.21 | 51.40 (12) | 107.81 (9) |
| 10                                                    | Kokoro Iwamoto      | 154.98 | 55.53 (6)  | 99.45 (10) |
| 11                                                    | Rika Kihara         | 142.91 | 53.38 (8)  | 89.53 (15) |
| 12                                                    | Akari Nanasu        | 141.89 | 51.83 (11) | 90.06 (14) |
| 13                                                    | Rinka Watanabe      | 140.90 | 53.35 (9)  | 87.55 (17) |
| 14                                                    | Rino Kasakake       | 139.25 | 47.04 (18) | 92.31 (12) |
| 15                                                    | Sui Takeuchi        | 139.25 | 45.05 (21) | 94.20 (11) |
| 16                                                    | Sumi Kihana         | 138.39 | 50.07 (13) | 88.32 (16) |
| 17                                                    | Riko Takino         | 137.82 | 46.47 (19) | 91.35 (13) |
| 18                                                    | Emiri Nagata        | 131.48 | 45.18 (20) | 86.30 (18) |
| 19                                                    | Momoa Iwano         | 130.06 | 47.19 (17) | 82.87 (19) |
| 20                                                    | Hina Takeno         | 129.84 | 47.49 (16) | 82.35 (20) |
| 21                                                    | Ayane Yokoi         | 126.97 | 49.75 (14) | 77.22 (22) |
| 22                                                    | Ozawa Minamoto      | 124.33 | 44.94 (22) | 79.39 (21) |
| 23                                                    | Kiyoshiyo Kobayashi | 120.56 | 44.51 (23) | 76.05 (23) |
| 24                                                    | Misaki Morishita    | 120.43 | 44.47 (24) | 75.96 (24) |
| Não avançaram para a patinação livre / programa longo |                     |        |            |            |
| 25                                                    | Akari Matsuraba     | —      | 44.23 (25) |            |
| 26                                                    | Saya Suzuki         | —      | 44.17 (26) |            |
| 27                                                    | Tomoe Kawabata      | —      | 44.17 (27) |            |
| 28                                                    | Harua Baba          | —      | 43.33 (28) |            |
| 29                                                    | Dayang Osawa        | —      | 40.47 (29) |            |
| 30                                                    | Mizuho Higuchi      | —      | 38.23 (30) |            |

#### Duplas
| Pos.             | Nome                                   | Pontos | PC        | PL        |
| ---------------- | -------------------------------------- | ------ | --------- | --------- |
| Medalha de ouro  | Riku Miura / Shoya Ichihashi           | 107.50 | 37.11 (1) | 70.39 (1) |
| Medalha de prata | Yoshino Sekiguchi / Shunsuke Sekiguchi | 69.95  | 22.75 (2) | 47.20 (2) |

#### Dança no gelo
| Pos.              | Nome                             | Pontos | PC        | PL        |
| ----------------- | -------------------------------- | ------ | --------- | --------- |
| Medalha de ouro   | Rikako Fukase / Aru Tateno       | 120.10 | 47.71 (1) | 72.39 (1) |
| Medalha de prata  | Kumiko Maeda / Junya Watanabe    | 99.62  | 44.36 (2) | 55.26 (2) |
| Medalha de bronze | Himesato Hirayama / Kenta Azuma  | 79.99  | 34.50 (3) | 45.49 (3) |
| 4                 | Ayumi Takanami / Daiki Shimazaki | 68.51  | 24.66 (4) | 43.85 (4) |